# Амбр-э-Кастельмор
Амбр-э-Кастельмо́р (фр. Embres-et-Castelmaure) — коммуна во Франции, находится в регионе Лангедок — Руссильон. Департамент коммуны — Од. Входит в состав кантона Дюрбан-Корбьер. Округ коммуны — Нарбонна.
Код INSEE коммуны — 11125.

## Население
Население коммуны на 2008 год составляло 150 человек.
| 1962 | 1968 | 1975 | 1982 | 1990 | 1999 | 2008 |
| ---- | ---- | ---- | ---- | ---- | ---- | ---- |
| 202  | 224  | 184  | 192  | 169  | 142  | 150  |

## Экономика
В 2007 году среди 96 человек в трудоспособном возрасте (15—64 лет) 64 были экономически активными, 32 — неактивными (показатель активности — 66,7 %, в 1999 году было 58,1 %). Из 64 активных работали 55 человек (27 мужчин и 28 женщин), безработных было 9 (6 мужчин и 3 женщины). Среди 32 неактивных 6 человек были учениками или студентами, 16 — пенсионерами, 10 были неактивными по другим причинам.

## Фотогалерея
- Часовня Сен-Фели
- Винный погреб